# Стержень (озеро, Чашникский район, бассейн Лукомки)
Сте́ржень (Застаринье; бел. Сце́ржань) — озеро в Чашникском районе Витебской области Белоруссии. Относится к бассейну реки Лукомка.

## Описание
Озеро Стержень расположено в 18 км к югу от города Чашники, между деревнями Застаринье и Ротно. Высота водного зеркала над уровнем моря составляет 151,2 м.
Площадь поверхности водоёма составляет 0,5 км², длина — 1,26 км, наибольшая ширина — 0,49 км. Длина береговой линии — 1,54 км. Наибольшая глубина — 2,7 м, средняя — 1,54 м. Объём воды в озере — 0,77 млн м³. Площадь водосбора — 22,6 км².
Котловина лощинного типа, вытянутая с севера на юг. Склоны крутые, высотой до 10 м. В торцевой части котловины склоны невыраженные, а к озеру примыкает пойма, переходящая в долины ручьёв. Береговая линия умеренно извилистая. Берега низкие, поросшие лесом и кустарником, местами заболоченные.
На юге впадает ручей, протекающий через маленькое безымянное озеро. На севере вытекают два канализованных ручья, впадающие в Лукомку.